# Abdul Hamid (gyeplabdázó)
Abdul Hamid Hamidi (Bannu, 1927. január 7. – Ravalpindi, 2019. július 12.) olimpiai bajnok pakisztáni gyeplabdázó.

## Pályafutása
1948 és 1960 között négy olimpián vett részt. A pakisztáni válogatott tagjaként ezüstérmes lett az 1956-os melbourne-i olimpián, majd olimpiai bajnok lett az 1960-as római olimpián.

## Sikerei, díjai
- Olimpiai játékok
  - aranyérmes: 1960, Róma
  - ezüstérmes: 1956, Melbourne